# Adele Goldberg (linguiste)
Pour l’article homonyme, voir Adele Goldberg.
Adele Eva Goldberg (née le 9 novembre 1963) est une linguiste américaine connue pour son développement de la grammaire de construction et de l'approche constructionniste dans la tradition de la linguistique cognitive.

## Jeunesse
Goldberg grandit à Bethléem, en Pennsylvanie, où sa mère est professeur de lecture et son père ingénieur. Son frère, Ken Goldberg est président du département d'ingénierie industrielle et de recherche opérationnelle à l'Université de Californie à Berkeley et sa sœur, Elena, est pédiatre et psychologue pour enfants à Brooklyn.

## Carrière académique
Goldberg obtient une licence en mathématiques et en philosophie de l'Université de Pennsylvanie en 1985 avant de passer deux ans dans le programme de logique et de méthodologie des sciences de l'Université de Californie à Berkeley. Elle se tourne ensuite vers la linguistique pour travailler avec George Lakoff et obtient son doctorat en linguistique en 1992, étudiant avec Lakoff, Eve Sweetser, Charles Fillmore et Dan Slobin (en). Sa thèse soutient que les modèles grammaticaux de base en anglais sont directement associés au sens, offrant l'un des premiers arguments selon lesquels les constructions ainsi que les mots contribuent au contenu propositionnel.
Après avoir obtenu son doctorat, elle rejoint l'Université de Californie à San Diego en tant que professeure adjointe de linguistique (1992-1997) et professeure associée (1997-1998). De 1997 à 2004, elle est professeure associée de linguistique à l' Institut Beckman de l'Université de l'Illinois à Urbana-Champaign avant de rejoindre l'Université de Princeton en 2004 en tant que professeure de psychologie et de linguistique.
Elle continue à travailler sur la relation entre forme et fonction dans le traitement du langage et l'apprentissage du langage par les enfants et les adultes.

## Vie privée
Goldberg a épousé Ali Yazdani (en), actuellement professeur de physique à Princeton, en 1994 et ils ont deux enfants.